# Взрывы в Стамбуле 10 декабря 2016 года
Взрывы в Стамбуле 10 декабря 2016 года — террористический акт в Стамбуле, произошедший в центре города в районе Бешикташ. По последним данным погибли 44 человека (в том числе 36 полицейских), ранены 166 человек.

## Предыстория
В течение 2016 года в Турции был совершён ряд террористических актов, организаторами которых вероятно являлись Исламское государство (ИГ) или Соколы свободы Курдистана. Ранее самым крупным в Турции в 2016 году был августовский теракт в Газиантепе. Декабрьский теракт в Стамбуле стал седьмым по счёту в 2016 году и самым кровавым в этом году в городе после теракта в аэропорту имени Ататюрка

## Хронология событий
Два взрыва произошли в Стамбуле вечером 10 декабря 2016 года, один из них произошёл в 22 часа 30 минут по местному времени возле стадиона «Водафон Арена», где проходила игра чемпионата Турции между командами «Бешикташ» и «Бурсаспор», взрыв заминированного автомобиля произошёл возле автобуса со спецназом турецкого МВД, охранявшего порядок на матче, другой — в районе парка Долмабахче спустя некоторое время после первого взрыва.
12 декабря 2016 года количество жертв теракта возросло до 44 человек.

## Реакция
Президент Реджеп Эрдоган назвал произошедшее терактом, пообещав продолжать борьбу с террористами и отменил свой визит в Казахстан. Премьер-министр Бинали Йылдырым назвал организаторов взрывов «врагами человечества». Вице-премьер Турции Нуман Куртулмуш назвал организатором теракта запрещённую Рабочую партию Курдистана.
В связи с терактами в Турции был объявлен национальный траур, также национальный траур объявлен в непризнанной мировым сообществом  Турецкой Республике Северного Кипра. Свои соболезнования в связи с терактом выразили, в частности, президент и премьер-министр Российской Федерации, президенты Азербайджана, Белоруссии, Грузии, Израиля, Казахстана, Узбекистана, Украины и Эстонии, генсек НАТО Йенс Столтенберг и генсек ООН Пан Ги Мун.
11 декабря 2016 года ответственность за теракт взяла на себя запрещенная в стране группировка «Соколы свободы Курдистана».
12-13 декабря 2016 года турецкой полицией было задержано 568 человек, среди задержанных было более 190 членов региональных отделений прокурдской Демократической партии народов, задержания прошли в 28 провинциях Турции.